# Autruche de Somalie

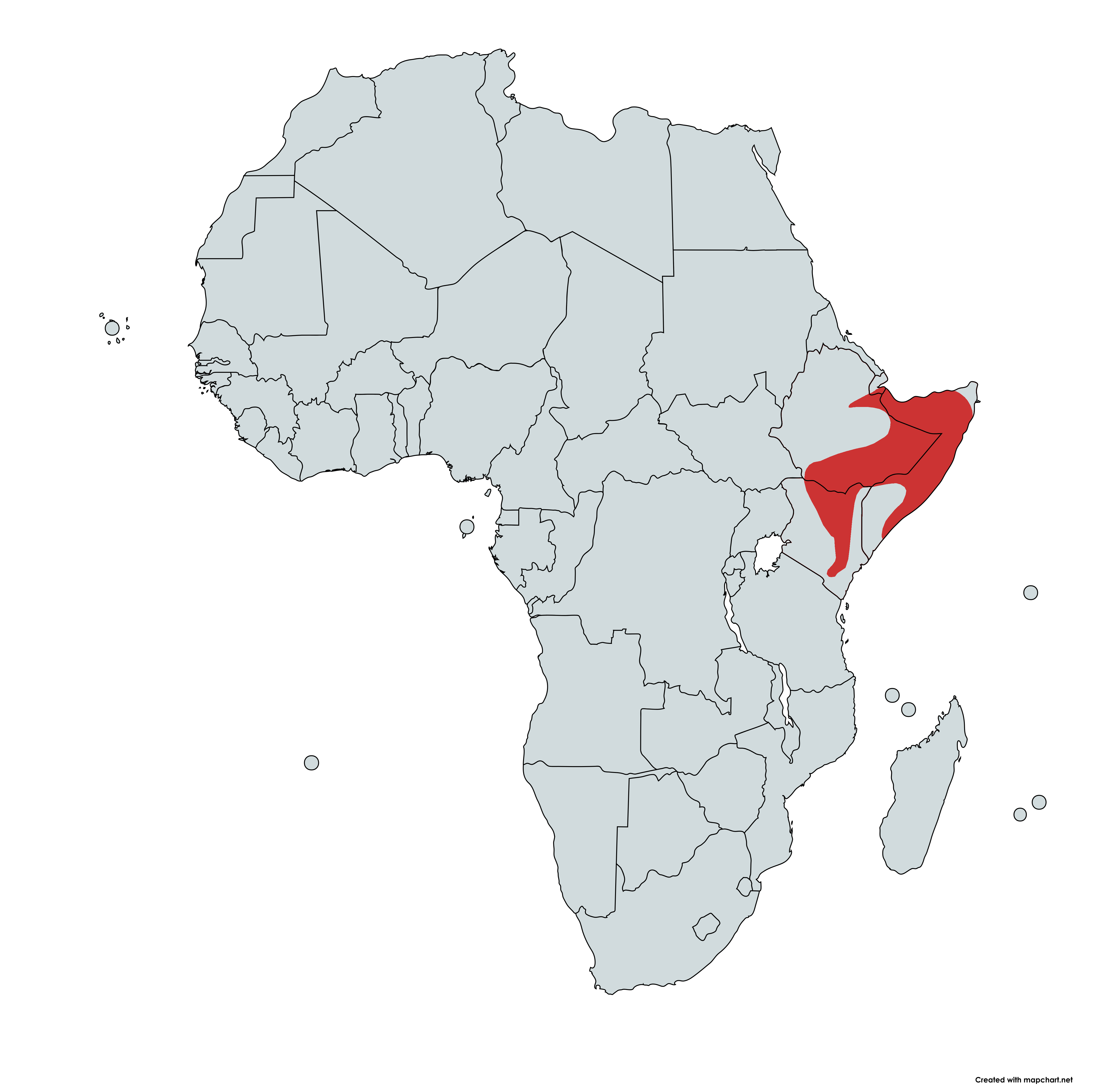
Répartition Géographique

Struthio molybdophanes
Espèce
Statut de conservation UICN

 VU A2cd+3cd+4cd : Vulnérable
Statut CITES
L'Autruche de Somalie (Struthio molybdophanes Reichenow, 1883) est une espèce d'autruches considérée comme distincte de l'Autruche d'Afrique (S. camelus) depuis les années 2000.

## Description
Cette autruche se distingue de l'Autruche d'Afrique par le fait que les plumes de sa queue sont blanches pur et non roussâtres. De plus les pattes et le cou sont gris souris, plutôt que rosâtre. Elle ne possède pas de collier blanc à la base du cou contrairement à l'autre espèce. Malgré tout il n'y a pas de différence notable au niveau de l'aspect du corps. Elles mesurent toutes deux entre 200 et 240 cm de haut. Les femelles et les poussins par contre sont totalement similaires.

## Habitat et répartition
Tout comme l'autruche commune, elle vit dans les savanes arides et les zones broussailleuses semi-désertiques. Les aires de répartition des deux espèces ne se chevauchent pas, ce qui facilite l'identification sur le terrain. Elle est présente dans tout l'est de l'Éthiopie, le nord et le centre de la Somalie, Djibouti, l'extrême-sud de l'Érythrée et le nord-est du Kenya.

## Comportement et conservation
Généralement cette espèce est plus solitaire que l'Autruche commune. Pour les autres détails de son comportement se référer au comportement classique de l'autruche. Cette espèce est plutôt rare en dehors des réserves naturelles et des parcs zoologiques.